# Slaget ved Malvern Hill
Slaget på Malvern Hill, også kendt som Slaget på Poindexter's Farm, fandt sted den 1. juli 1862 i Henrico County, Virginia og var det sjette og sidste i Syvdagesslaget (Peninsula kampagnen) i den amerikanske borgerkrig. General Robert E. Lee igangsatte en række ukoordinerede angreb på en næsten usårlig unionsstilling på Malvern Hill. Sydstatshæren havde tab på over 5.000 mand uden at erobre en centimeter land. Trods sin sejr trak generalmajor George B. McClellan sig tilbage for at befæste Harrison's Landing ved James River, hvor hans hær var beskyttet af kanonbåde, hvilket markerede afslutningen på Peninsula Kampagnen.

## Baggrund
Det afsluttende slag i de syv dage var det første, hvor unionshæren havde fordel af terræn. I de foregående seks dage havde McClellans Army of the Potomac trukket sig tilbage til sikkerheden ved James River forfulgt af Lees Army of Northern Virginia. Indtil da havde slagene ikke haft en klar vinder, men McClellan var stadig mere nervøs over Lees aggressive angreb og forblev overbevist oml at han var alvorligt i undertal, selv om de to hære i virkeligheden var nogenlunde lige store.
Malvern Hill gav gode muligheder for observation og placering af artilleri, idet den var blevet forberedt den foregående dag af V Korps under brigadegeneral Fitz John Porter. McClellan selv var ikke tilstede på slagmarken, han var taget af sted før sin hær til Harrison's Landing ved floden James, og Porter var den rangældste korpskommandør. Bakkesiderne var ryddet for tømmer, hvilket gav gode oversigtsforhold, og de åbne marker mod nord kunne beskydes med ilden fra 250 kanoner, som var blevet placeret af oberst Henry J. Hunt, McClellan's artillerichef. Udenfor dette område var terrænet sumpet og stærkt bevokset.
Hele Army of the Potomac besatte bakken, bortset fra brigadegeneral Silas Casey's division, som var fortsat til Harrison`s Landing, og selv om den ikke var i kamp, udgjorde den den yderste højrefløj på Unionens linje. Denne linje forløb i en stor halvcirkel fra Harrisons Landing på højre fløj til brigadegeneral George W. Morells division i Porters korps på den yderste venstrefløj, som dækkede det geografisk fordelagtige område på de nordvestlige skråninger af bakken. Til højre for Morrell lå brigadegeneral Darius N. Couchs division, som var blevet udskilt fra IV Korps, nu ved Harrison's Landing og besatte centrum i Unionens linje. Selv om Porter havde kommandoen over den del af fronten, hvor Couch's tropper var placeret, valgte han at lade Couch kommandere selvstændigt for ikke at bringe hans udskilte division under kommando af en af de andre korpskommandører. Til højre for Couch blev Unionens linje forlænget af divisionerne under brigadegeneralerne Philip Kearny og Joseph Hooker fra brigadegeneral Samuel P. Heintzelmans III Korps. Til højre herfor var brigadegeneral Edwin Vose Sumners II Korps, som bestod af divisionerne under brigadegeneralerne Israel B. Richardson og John Sedgwick, som var forankret med Pecks Division i IV Korps ved Harrison's Landing.
Frem for at omgå positionen angreb Lee den frontalt, i håb om at hans artilleri ville rense vejen for et succesfuldt infanteriangreb (lige som han senere skulle fejlvurdere situationen ved Picketts angreb i Slaget ved Gettysburg). Han troede også, at hans soldater var i bedre kampform end deres modparter i unionshæren trods de seks foregående dages marcher og hårde kampe. (En del af unionshæren havde rent faktisk endnu ikke været i direkte kamp, hvilket var en kritik mod McClellans evner som general, men det fungerede godt i dette afsluttende slag). Lees plan var at angribe bakken nordfra på Quaker Road med divisionerne under generalmajorerne Stonewall Jackson, Richard S. Ewell, D.H. Hill og brigadegeneral William H.C. Whiting. Generalmajor John B. Magruder blev beordret til at følge Jackson og udfolde sine styrker til højre for ham, når han nåede slagmarken. Generalmajor Benjamin Hugers division skulle også følge, men Lee forbeholdt sig ret til at placere ham ud fra slagets udvikling. Divisionerne under generalmajorerne James Longstreet og A.P. Hill, som havde været stærkest involveret i den foregående dags kampe i slaget ved Glendale, blev holdt i reserve.

## Slaget
Som med de fleste slag i syvdagesslaget blev Lees indviklede plan dårligt udført. De ankommende soldater blev forsinket af meget mudrede veje og dårlige kort. Jackson ankom til den sumpede slugt ved navn Western Run og stoppede brat. Magruders stifindere sendte ham ved en fejl ad Long Bridge Road mod sydvest, væk fra slagmarken.
Til sidst var kamplinjen på plads med Hugers division (brigaderne under brigadegeneralerne Ambrose R. Wright og Lewis A. Armistead) på Konføderationens højrefløj og D.H. Hills division (brigader under brigadegeneral John Bell Hood og oberst Evander M. Law) på Quaker Road til venstre. De afventede det konfødererede bombardement, inden de angreb.
Desværre for Lee angreb Harry Hunt først, idet han igangsatte en af de største artilleribeskydninger i hele krigen fra kl. 13 til 14.30. Unionens kanoner var bedre, og kanonererne var bedre uddannede og ødelagde de fleste af konføderationens batterier, som var koncentreret på en bakke 1,1 km nord for Crew House og på Poindexters farm mod nordøst. Trods dette tilbageslag sendte Lee sit infanteri frem kl. 15.30, og Armisteads brigade gjorde visse fremskridt gennem Unionens skarpskytters linjer. Kl. 16 ankom Magruder, og han blev beordret frem for at støtte Armistead. Hans angreb kom i små bidder og var dårligt organiserede.
I mellemtiden sendte D. H. Hill sin division fremad ad Quaker Road, forbi Willis Church. Langs hele kamplinien nåede de konfødererede kun indenfor 200 m fra Unionens centrum og var blevet slået tilbage med store tab, inden natten faldt på.

## Efterspil
D.H. Hill skrev efterfølgende: "Det var ikke krig, det var mord." Lees hær led tab på 5.355 (mod 3.214 til Unionen) i denne spildte indsats, men fortsatte med at følge efter Unionens hær helt til Harrisons Landing. På Evelington Heights, en del af Edmund Ruffins ejendom, havde de konfødererede en mulighed for at gøre Unionens stilling ved bredden af James floden uholdbar. Selv om den konfødererede stilling skulle blive udsat for beskydning fra Unionens flåde, var højderne en usædvanlig stærk defensiv stilling, som kunne have været meget svær for Unionen at erobre med infanteri. Kavalerikommandøren generalmajor J.E.B. Stuart nåede højderne og begyndte bombardementet med en enkelt kanon fra kaptajn John Pelhams artilleri. Dette gjorde unionshæren opmærksom på faren, og de erobrede højderne, inden der ankom konfødereret infanteri til stedet.
Malvern Hill afsluttede Peninsula Kampagnen. Da McClellans hær ophørte med at true Richmond, sendte Lee Jackson af sted for at operere mod generalmajor John Popes hær langs Rapidanfloden og igangsatte dermed Nordlige Virginia kampagnen.

## Eksterne links
- Animeret historie om Kampagnen på Virginia halvøen Arkiveret 8. september 2008 hos  Wayback Machine
- Glendale og Malvern Hill slagmarkerne Arkiveret 1. juni 2008 hos  Wayback Machine på Civil War Preservation Trust
- Digt af Herman Melville.